# 大加爾滕山

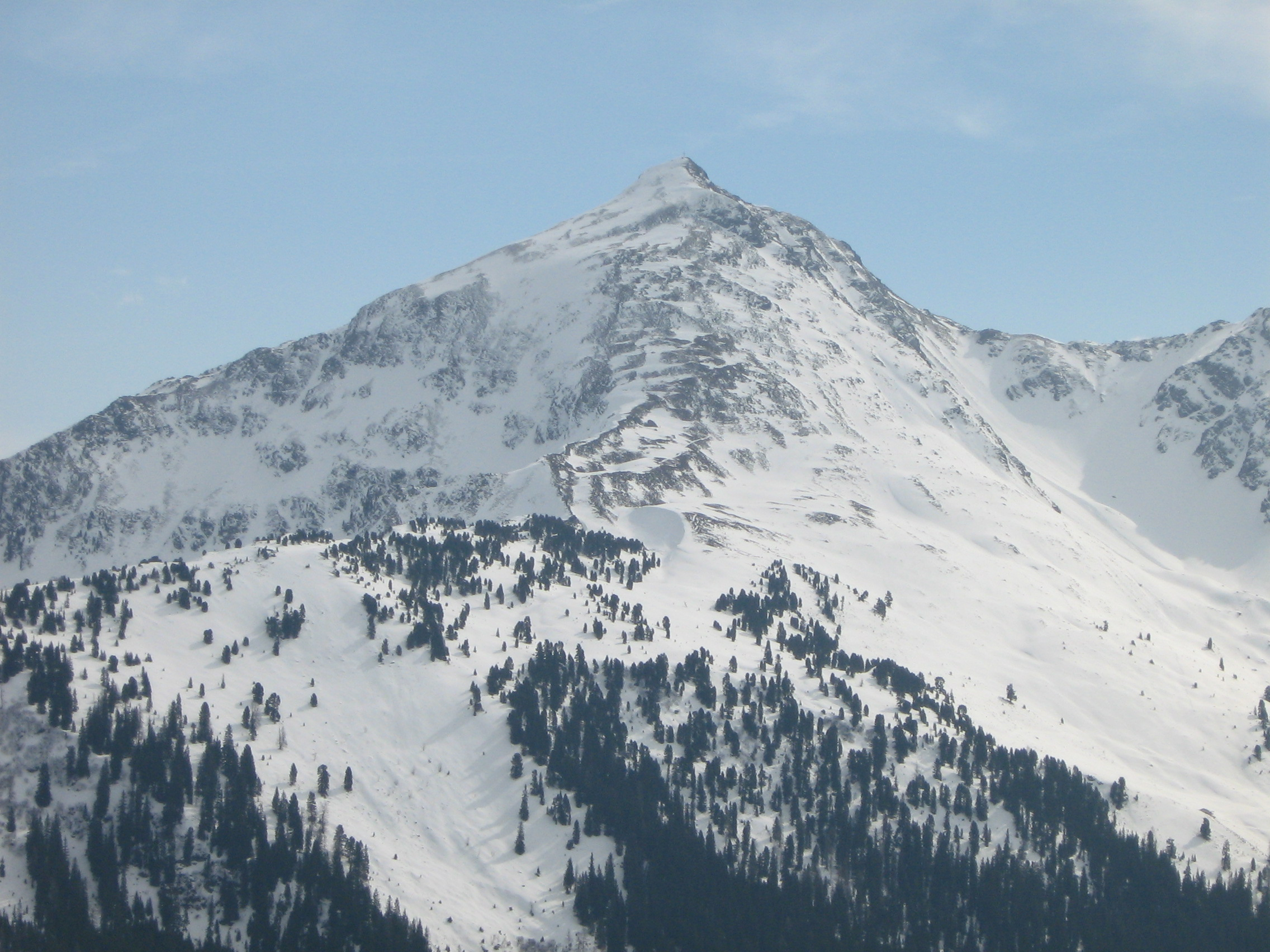

47°20′12″N 11°58′33″E / 47.33667°N 11.97583°E
大加爾滕山（德語：Großer Galtenberg），是奧地利的山峰，位於該國西部，由蒂羅爾州負責管轄，屬於基茨比爾阿爾卑斯山脈的一部分，海拔高度2,424米，每年平均降雨量1,971毫米。